# Yumemiru Happa
Yumemiru Happa (夢みる葉っぱ?) (caratteri cinesi: 青澀夢幻曲) è un manga one-shot di Hisaya Nakajo, più conosciuta per essere l'autrice della serie Hana Kimi.
Yumemiru Happa è il primo volume della collezione di storie brevi di Hisaya Nakajo. Diversi personaggi presenti nella prima storia della raccolta sono connessi ad alcuni personaggi di Hana Kimi.

## Trama

### La foglia dormiente
夢みる葉っぱ (Yume miru happa?)
Futaba se n'è andata da casa per frequentare la scuola superiore a Tokyo. Per ottenere l'indipendenza dalla famiglia e per stabilirsi economicamente, va a vivere e a lavorare in una casa di chiromanzia. Lì incontra Masato, uno dei tre bellissimi impiegati chiromanti, che poi si scoprirà frequentare la stessa scuola e la stessa classe di Futaba. Un giorno, però, Futaba inizia a scoprire il segreto nascosto nel posto in cui vive...

### Romanzo 17
17 ロマンス (Juunana romansu?)
Natsume Shoda è stata cresciuta da suo padre come un ragazzo, e ciò le ha causato un leggero complesso d'inferiorità verso le persone del sesso opposto al suo, soprattutto verso il suo amico d'infanzia Homare Misono. Natsume ed Homare si conoscono da 17 anni, ed egli eccelle sempre nelle cose che fa, sembrando migliore di Natsume. Le cose iniziano a cambiare quando il ragazzo salva l'amica da un pervertito in strada...

### La legge delle coppie
二人の法則 (Futari no housoku?)
La storia La legge delle coppie descrive tutto ciò che dovrebbe accadere in una coppia di amanti, compresi i comportamenti delle persone. Sakiko Someya sembra aver trovato la propria metà quando conosce Akio Akiori, un ragazzo nella sua classe di seminario che sembra dire e fare esattamente ciò che pensa lei. I loro pensieri e le loro azioni sono quasi identiche. Ma Sakiko inizia a dubitare di se stessa, non comprendendo se si sta davvero innamorando di Akio o del lato del carattere di lui identico al suo.

### Il frutto del cuore
ハートの果実 (Haato no kajitsu?)
Meron Takai scopre che la sua migliore amica Chiho ha una cotta per lo stesso ragazzo di cui lei è innamorata, Uchiyama. Meron sceglie di rimanere amica di Chiho piuttosto che continuare ad andare dietro ad Uchiyama, e mente all'amica dicendo di provare qualcosa per Ryou Ninomiya, il ragazzo più freddo ed in qualche modo spaventoso della scuola, oltre che il presunto capo di una banda di malviventi. La ragione per cui Meron ha scelto proprio Ryou per portare avanti la bugia è la sua sicurezza di venire rigettata da lui, cosa che in effetti accade. Durante la preparazione del piano, però, Meron inizia a conoscere Ryou più profondamente e qualcosa inizia davvero a nascere tra i due.

## Personaggi: La foglia dormiente
Oltre a monopolizzare tre capitoli della one-shot, i personaggi de La foglia dormiente appaiono anche in alcuni episodi di Hana Kimi.

### La casa di chiromanzia Geranginyoru
Futaba Kawamura (川村 二葉?, Kawamura Futaba)
Futaba è la cuoca ufficiale della casa di chiromanzia Geranginyoru, dove vive. All'inizio se n'era andata dalla casa natale per acquisire più indipendenza ed iscriversi alla scuola superiore Haku Ei (白英高校?) nel distretto di Tokyo, seguendo il volere del padre. È molto bassa in rapporto alle altre persone, ed è quindi molto suscettibile quando si parla della sua altezza.
 Masato Ameya (飴屋 聖人?, Ameya Masato)
Masato è il lettore di tarocchi della casa di chiromanzia e lavora per Ryoichi, vivendo nella casa insieme ad Ouri, Shuuna e Futaba. È anche compagno di classe di quest'ultima. Generalmente Masato non riesce ad esprimersi bene, ma ha un cuore molto gentile. Lo stesso Ryoichi gli ha insegnato a leggere i tarocchi.
Quando aveva 9 anni, il piccolo Masato incontrò per la prima volta suo padre al funerale della madre. Andò a vivere da lui, dove scoprì che si era fatto una nuova famiglia nel quale il piccolo nuovo arrivato venne visto come una pecora nera alla quale nessuno, a parte la zia, prestava attenzione. Masato decise quindi di attirare l'attenzione appiccando un incendio che, però, peggiorò ulteriormente le cose, in quanto non solo la piccola casa dove viveva venne rasa al suolo, ma vi morì anche l'unica zia che aveva cura di lui. La depressione successiva al senso di colpa per l'incidente convinse il padre a portare il giovane Masato da uno psichiatra, che per coincidenza era il padre di Ryoichi. Lì i due si conobbero, e Masato riconosce solo a Ryoichi e a suo padre il merito di avergli fatto superare i suoi giorni peggiori.
Nei capitoli speciali di Hana Kimi, il lettore apprende che Masato viveva nel residence di Ryoichi nel periodo in cui era in cura dal padre, all'età di 14 anni. Egli ha una completa fiducia in Ryoichi, e viene anche mostrato che suo padre ed il padre dell'amico erano a loro volta amici. Dopo i flashback, viene rivelato che alla fine della storia Masato sposa Futaba e i due hanno una bambina di nome Hazuki.
 Ryoichi Kijima (鬼島 綾市?, Kijima Ryouichi)
Ryoichi è il manager della casa di chiromanzia Geranginyoru (占い館 ゲランギニョル?, Uranai kan Geranginyoru). Il nome che usa quando lavora è Zakuro (開黑?), è specializzato in psicologia e sa usare l'ipnosi.
Ryoichi è il tipo di persona che può fare cose orribili senza rendersene conto. È anche l'amore di sempre di Hokuto Umeda, ma non ricambia i suoi sentimenti e la loro relazione non è molto chiara al lettore. Sembra, infatti, che provi comunque qualcosa per Hokuto quando ricambia un suo bacio.
I suoi giorni di scuola superiore passati all'Osaka High insieme ad Hokuto sono descritti nel volume 14 di Hana Kimi, dove viene mostrata la sua falsità nei confronti delle altre persone. Ryoichi, infatti, si mostrava gentile nei confronti di tutti, ma non si curava di nessuno, ed Hokuto è stato l'unico ad accorgersene. L'unica persona di cui gli importasse era Masato, e per vederlo richiedeva dei permessi speciali alla scuola durante i fine settimana. Hokuto si accorge anche che Ryoichi ha un cattivo rapporto con suo padre, e sottolinea che il suo rapporto così soffocante nei confronti di Masato è una sorta di rimpiazzo del rapporto perduto col padre.
Dopo i flashback, viene mostrato che Ryoichi ed Hokuto si tengono ancora in contatto, ed occasionalmente escono a bere qualcosa insieme.
 Shuuna Kijima (鬼島 朱奈?, Kijima Shuuna)
Shuuna è la sorella più giovane di Ryoichi e lavora come astrologa per il fratello. Prima che Futaba arrivasse alla Geranginyoru, Shuuna aveva cacciato tutte le precedenti dipendenti poiché si curavano soltanto dei tre bellissimi chiromanti e l'avevano sempre ignorata.
Nei capitoli speciali di Hana Kimi viene rivelato che Shuuna è amica d'infanzia di Rio Umeda, la sorella minore di Hokuto Umeda. I suoi genitori divorziarono quando lei era alla scuola materna e lei vive con la madre, ma va a fare visita al padre tutti i fine settimana..
Più tardi inizia a frequentare la scuola superiore St. Blossoms, e la vediamo uscire insieme a Rio.
 Ouri (黃里?, Ouri)
Ouri è il dipendente di Ryoichi che vede il futuro sulla sfera di cristallo. Sembra bellissimo e gentile, ma è molto permaloso e se la prende per la minima cosa.

### Altri
Kou Yasuda (安田 紘?, Yasuda Kou)
È un compagno di classe di Futaba, che la maltrattava spesso quando frequentavano la scuola materna e vivevano nella stessa area. Tuttavia, sembra che abbia una cotta per lei sin dall'infanzia. Ogni volta che egli la trattiene, arriva Masato oppure Hotaru a "salvarla".
 Hotaru Koiwai (小岩井 蛍?, Koiwai Hotaru)
È un'altra compagna di classe di Futaba, che ha frequentato la scuola media insieme a Kou. È diventata amica di Futaba il primo giorno di scuola.